# Відкритий чемпіонат Австралії з тенісу
Відкритий чемпіонат Австралії є найбільшим тенісним турніром Австралії. Ця першість є першою в серії турнірів Великого шлему в календарному році — відбувається в січні в Мельбурні, другому місті Австралії. Турнір проводять з 1905 року.
Ігри відбуваються в Мельбурн-Парку, побудованому 1988 року спеціально для цього турніру. Мельбурн-парк має 24 корти, розміщенні на 20 га. Корти мають тверде покриття. Три найбільші арени мають висувні дахи Арена Рода Лейвера (15 000 місць), Мельбурн-Арена (9646 місць) і Арена Маргарет Корт (7500). 2020 року ігри турніру відвідали понад 812 000 глядачів протягом двох тижнів турніру.

## Історія

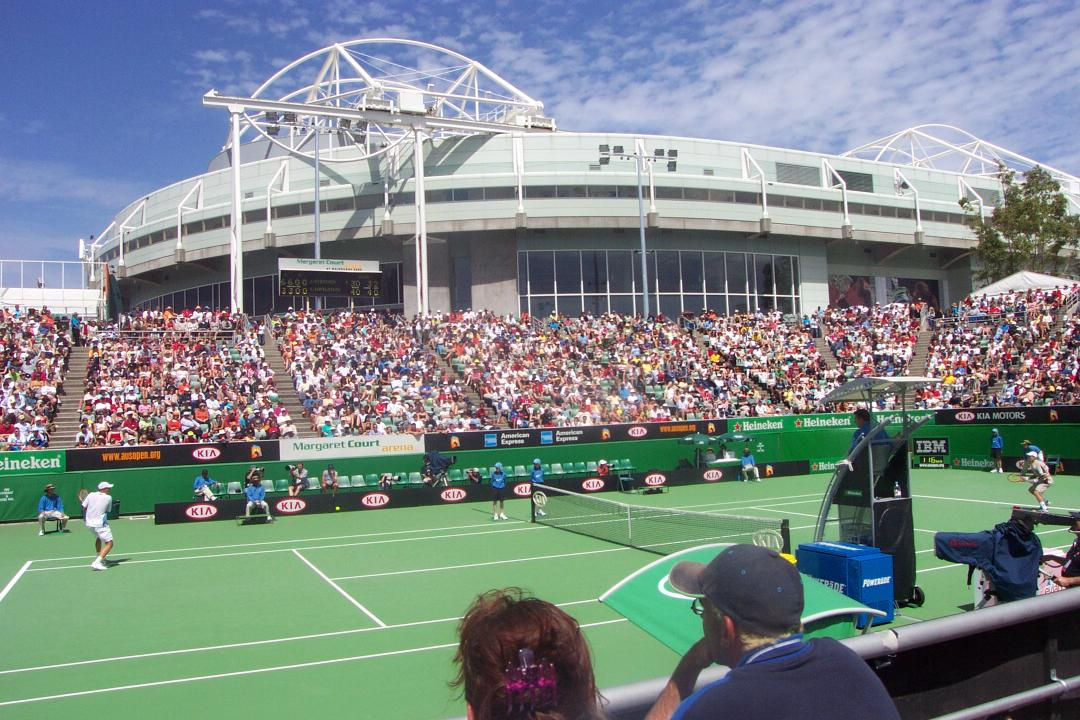
Арена Маргарет Корт. На задньому плані Арена Рода Лейвера

1904 року було засновано Австралійську асоціацію лаун-тенісу (Australasian Lawn Tenis Association), до якої ввійшли Австралія і Нова Зеландія, гравці якої взяли участь в іграх Кубка Девіса. У листопаді 1905-го перший чемпіонат Австралії й Нової Зеландії був проведений на Веергаусменз-Крикет-Ґраунд в Альберт-Парку в Мельбурні; у ньому взяли участь 17 тенісистів. У першому фіналі Родні Хіт виграв у доктора Артура Кертіса на очах приблизно 5000 глядачів.
Протягом наступних років місце проведення чемпіонських змагань чергувалися між Австралією і Новою Зеландією.
У 1922-му Нова Зеландія вийшла зі складу Австралійської асоціації лаун-тенісу. Це було пов'язано з тим, що вона вирішила брати участь у розіграші Кубка Девіса самостійно. 1927-го змагання були перейменовані в Australian championships. Чемпіонат проводився в різних містах континенту — в Сіднеї (17 разів), Аделаїді (14 разів), Брисбені (вісім разів), Перті (тричі) і двічі були проведені в Новій Зеландії (у 1906-му та 1912-му) і лише з 1972-го чемпіонат почали проводити в Мельбурні.
1922-го було вперше проведено індивідуальні жіночі ігри, пари жіночі, а також змагання змішаних пар (з 1970 по 1986 не проводилися). Турнір не проводився під час світових війн з 1916 по 1918, а також з 1941 по 1945. Перший фінал виграла Маргарет Молесворт. У подальші роки домінувала Дафна Агерст, яка виграла сумарно 5 титулів. Після її раптової смерті у 29 років Кубок, що вручають жінкам в індивідуальних розрядах, було названо на її честь.

## Арени та корти
У шістдесятих у жіночому тенісі домінувала Маргарет Сміт Корт (Margaret Smith Court). Вона загалом вигравала індивідуальні — одинадцять разів, вісім разів пару і чотири рази в змішаних парах. У 1970 році у неї настав апогей за перемогами в серії Великого шлему. Третій центральний корт був названий на її честь «Маргарет Сміт Корт Арена» (Margaret Smith Court Arena). До цього корт мав назву «Перший показовий корт» (Show Court One). Перейменування відбулося 12 січня 2003 р.
У 1969-му турнір став відкритим і отримав назву Australian Open. У 1973-му трав'яні корти тенісного клубу Куйонг (Kooyong Lawn Tennis Club), почали приймати відкритий чемпіонат Австралії. До 1977 р. турнір проводився в січні, потім його перенесли на грудень, тому 1977 року цей турнір проходив двічі. У 1986-му турнір знов перемістили на січень, тому в цей рік турнір не грався. З 1988-го Австралійську першість почав приймати Фліндерс-Парк (Flinders Park), перейменований 1997-го на Мельбурн-Парк (Melbourne Park). Також було змінено покриття кортів з трав'яного на тверде покриття Rebound Ace.
Перший фінал чемпіонату пройшов під дахом у 1988-му. У 2003-му і 2005-му до 2007-го це відбулося знову.
Три головні арени, Арена Рода Лейвера, Мельбурн-Арена та Арена Маргарет Корт, мають розсувні дахи, які захищають корти й глядачів як від дощу, так і від надмірно високої температури під час гри.
Тенісний комплекс Мельбурн-Парку складається з 3 центральних кортів і 3 показових кортів, та інших невеличких.

## Переможці
Переможцю чоловічого індивідуального турніру вручається кубок Норман Брукс Челенж (Norman Brookes Challenge Cup), названий на честь австралійського тенісиста Нормана Брукса (Norman Brookes), який зробив великий внесок в розвиток чемпіонату і до того ж був його переможцем в 1911-му.
Переможниці жіночого турніру отримують кубок Дафни Акгерст (Daphne Akhurst Memorial Cup), п'ятиразової переможниці Австралійського чемпіонату серед жінок (1925, 1926, 1928—1930).
Австралійці востаннє перемагали в чоловічому індивідуальному розряді в 1976-му, це був Марк Едмондсон (Mark Edmondson), а в жіночому індивідуальному розряді Кріс О'Ніл (Chris O'Neil) в 1978. Марк Едмондсон на той час був лише номером 212 серед найкращих гравців світу. Жоден гравець із нижчим рейтингом не вигравав турніру до сьогодні.
- Переможці Відкритого чемпіонату Австралії з тенісу серед чоловіків в одиночному розряді
- Переможці Відкритого чемпіонату Австралії з тенісу серед жінок в одиночному розряді
- Переможці Відкритого чемпіонату Австралії з тенісу серед чоловіків у парному розряді
- Переможці Відкритого чемпіонату Австралії з тенісу серед жінок у парному розряді
- Переможці Відкритого чемпіонату Австралії з тенісу серед змішаних пар

## Українці на Відкритому чемпіонаті Австралії з тенісу
Відкритий чемпіонат Австралії — єдиний турнір Великого шлему, у якому українці, точніше, українки здобували перемогу. Жіноча пара у складі сестер Альони та Катерини Бондаренко стали чемпіонками 2008 року.

## Цікаві факти
Організатори чемпіонату з 2009 року ввели штраф 2000 доларів за порушення «дрес-коду» (наприклад, закороткі спідниці) після Кубку Гопмана, на якому француженка Алізе Корне виходила на корт у занадто короткій спідниці.
Призовий фонд 2020 збільшено до AUD$71 (£38) мільйонів, причому збільшуються на 13,6 % виплати для тих, хто вилетів на ранніх етапах. Ті, хто програє в першому раунді кваліфікації, заберуть додому 20 000 доларів, це більше на 33 відсотки ніж попередні роки, а гравці, які програють у першому раунді основного розіграшу, зароблять 90 000 доларів призових грошей у 2020 році.